# Чортиха
Чортиха — річка  в Україні, у  Васильківському й Обухівському районах Київської області, права притока Стугни   (басейн Дніпра).

## Опис
Довжина річки приблизно 8 км. Формується з багатьох безіменних струмків. 

## Розташування
Бере  початок на південному сході  від Барахти. Тече переважно на північний схід  і на північно-західній околиці Копачіва впадає у річку Стугну, праву притоку Дніпра.
Річку перетинає автомобільна дорога Р19